# Hijuk
Hijuk ist eine in Kamerun vorkommende Bantusprache. Sie wird in einem Dorf und dessen Umland südwestlich von Bokito im Bezirk Mbam in der Provinz Centre gesprochen. Bei der Volkszählung 1992 gaben nur noch rund 400 Personen an, Hijuk zu sprechen. Hijuk gilt deshalb als bedrohte Sprache. 

## Klassifikation
Hijuk ist eine Nordwest-Bantusprache und gehört zur Bafia-Gruppe, die als Guthrie-Zone A50 klassifiziert wird.
Etwa 45 % des Wortschatzes weisen Ähnlichkeiten mit dem Wortschatz der Sprache Bafia auf, etwa 84 % mit dem der Sprache Bassa.